# Kolegiata Wszystkich Świętych w Kolbuszowej
Kolegiata Wszystkich Świętych w Kolbuszowej – zabytkowy kościół parafialny w województwie podkarpackim, w powiecie kolbuszowskim z połowy XVIII wieku. 
Kościół wraz z dzwonnicą z 1949 roku i murem oporowym od str. poł.-zach. z 1 poł. XX wieku wpisany został do rejestru zabytków nieruchomych województwa podkarpackiego.

## Historia
Parafia została założona około 1523 roku. Fundatorem drewnianego kościoła był Janusz Aleksander Sanguszko, ówczesny właściciel miasta. Budynek zniszczony pożarem w 1852 roku, odbudowany w latach 1853–1854. Przebudowany i rozbudowany - z wykorzystaniem murów poprzedniego - w latach 1929–1935 staraniem księdza Antoniego Dunajeckiego, pod kierunkiem architekta Bronisława Wiktora. Budowniczym był Bolesław Osiniak. Siedziba kolbuszowskiej kapituły kolegiackiej od 25 marca 2007 roku na mocy decyzji biskupa Kazimierza Górnego. 

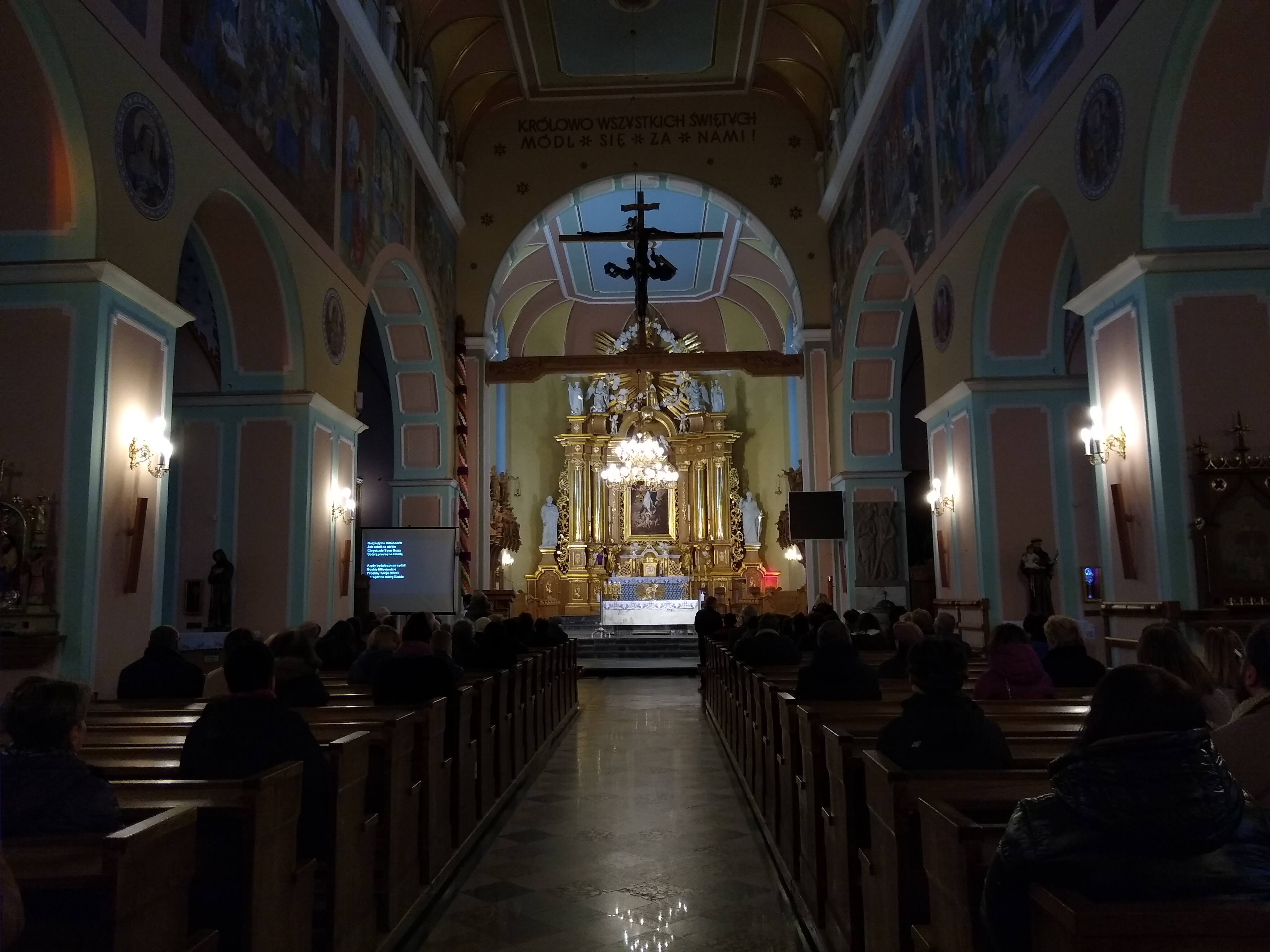
Wnętrze (2022)

Kościół przeszedł generalny remont, przed obchodami 500-lecia parafii (1510–2010), które odbyły się 12 września 2010 roku.

## Architektura i wyposażenie
Budynek orientowany, typu bazylikowego, trójnawowy z dwoma kaplicami po bokach. W latach 1973–1974 przebudowano prezbiterium według projektu inżyniera W. Pieńkowskiego. W otoczeniu znajduje się murowana plebania z 1. połowy XIX wieku, oraz dzwonnica parawanowa.
Na wyposażeniu znajdują się cztery późnobarokowe ołtarze boczne z końca XVIII wieku z ornamentami rokokowymi, pochodzące z poprzedniego kościoła, oraz obraz Matki Bożej Różańcowej ze św. Dominikiem i św. Katarzyną i żyrandol kryształowy.